# Єгорейченко Олександр Андрійович
Олександр Андрійович Єгорейченко (23 квітня 1955 — 2 грудня 2021) — білоруський історик та археолог українського походження. Дослідник епохи пізньої бронзи та залізної доби на території Білорусії та суміжних регіонів. Доктор історичних наук, професор.
Виконав велику роботу в дослідженні милоградської культури. Ним було знайдено та досліджено поселення на річці Стир поблизу агромістечка Федори.

## Життєпис
Олександр Єгорейченко народився 1955 року в місті Конотоп (Сумська область Українська РСР). У 1972 році вступив на історичний факультет Білоруського державного університету, який закінчив у 1977 році. У 1980 році закінчив аспірантуру Інституту археології АН СРСР. З 1980 по 1987 — науковий співробітник відділу археології первісного товариства Інституту історії АН БРСР. З 1988 року працював на кафедрі археології та спеціальних історичних дисциплін історичного факультету Білоруського державного університету, спочатку доцентом, потім був завідувачем кафедри. У сферу наукових інтересів головним чином входив період пізньої бронзової та залізної доби на території Білорусі.
2 грудня 2021 року помер у Мінську після тривалої хвороби.

## Роботи
- Древнейшие городища Белорусского Полесья (VII—VI вв. до н.э. — II в. н.э.) / А. А. Егорейченко. — Минск, 1996.
- Зарубинецкое селище в Давид-городке
- Культуры штрихованной керамики / А. А. Егорейченко. — Минск, 2006.